# متلازمة آلان هيرندون دودلي
متلازمة آلان هيرندون دودلي (بالإنجليزية: Allan–Herndon–Dudley syndrome)‏ اضطراب موروث نادر مرتبط بالصبغي إكس يؤثر في تطور الدماغ ويسبب تخلفًا عقليًا يتراوح بين المتوسط والشديد إضافةً إلى اضطرابات الكلام والحركة.
حملت المتلازمة اسمها تخليدًا لأعمال كل من ويليام آلان وفلورينس سي. دودلي وكلود ناش هيرندون، ويعود سببها إلى طفرة في ناقل الهرمون الدرقي إم سي تي 8 (يُسمى أيضًا إس إل سي 16 إيه 2) تؤدي إلى عجز الهرمونات الدرقية عن دخول الجهاز العصبي الذي يعتمد على الإشارات الدرقية للتطور وأداء وظائفه بالشكل الملائم.

## العلامات والأعراض
من المقدر أن 80-90% من المصابين بالمتلازمة يشكون من تضيق ثنائي الجانب في العظم الجداري (تضيق الجمجمة) والرنح وشذوذات في عظام الجمجمة وغياب كل من تطور الكلام والقدرة على النطق.
يشيع نقص التوتر العضلي وضعف تطور العضلات لدى المصابين من الأطفال، ويُسبب تشوه المفاصل تقفعًا عضليًا، وهذا يحد من حركة بعضها ويشيع مع تقدم السن. يشكو المرضى من تحدد في الحركة بسبب اليبوسة الشاذة في العضلات (فرط التوتر التشنجي) والضعف العضلي والحركات غير الإرادية للذراعين والساقين. يعجز الكثير من المصابين عن المشي دون مساعدة ويعتمدون على الكرسي المتحرك عند الوصول إلى مرحلة المراهقة.

## الجينات
يورث هذا الاضطراب وفق نمط متنح مرتبط بالصبغي إكس، وتُعد الحالة مرتبطة بهذا الصبغي إذا كان الجين الطافر متوضعًا على الكروموسوم إكس، وهو أحد الكروموسومين الجنسيين في الخلايا البشرية.
يكفي وجود طفرة في جين واحد في كل خلية عند الذكور (الذين يملكون كروموسوم إكس واحدًا فقط) للإصابة بهذه الحالة، بينما تحتاج الإناث (اللواتي يملكن نسختين من الكروموسوم إكس) إلى وجود الطفرة في كلتا نسختي الجين ليصبن بالاضطراب.
يُصاب الذكور بهذا الاضطراب وفق نمط متنح مرتبط بالصبغي إكس بنسبة أكبر من الإناث، ومن الصفات المميزة لهذا النمط الوراثي عدم قدرة الآباء على تمرير هذه السمة لأبنائهم الذكور.
في الوراثة المرتبطة بالصبغي إكس، تُدعى الإناث الحاملات لنسخة واحدة من الجين في كل خلية حاملات للمرض، ويمكنهن تمرير الجين الطافر دون أن يسبب علامات وأعراض الاضطراب. يملك حاملو طفرات إس إل سي 16 إيه 2 معدل ذكاء طبيعي ولا يعانون من مشكلات حركية. تُصاب بعض حاملات المرض بالداء الدرقي، وهو حالة شائعة نسبيًا بين السكان، لكن علاقة الطفرة بالأمراض الدرقية تبقى غامضةً في هذه الحالات.

## الإمراض
تسبب طفرات جين إس إل سي 16 إيه 2 متلازمة آلان هيرندون دودلي. يُعرف هذا الجين باسم إم سي تي 8، ويمنح تعليمات اصطناع البروتين الذي يؤدي دورًا رئيسًا في تطور الجهاز العصبي، إذ ينقل هرمونًا خاصًا إلى داخل الخلايا العصبية في الدماغ النامي. يُدعى هذا البروتين ثلاثي يود الثيرونين أو تي 3، ويُنتج ضمن الغدة الدرقية.
يبدو أن تي 3 يملك دورًا أساسيًا في التشكيل الطبيعي للخلايا العصبية ونموها وتطور الوصل بينها (المشابك العصبية) حيث يحدث التواصل بين الخلايا. يساعد هذا الهرمون مع هرمونات الدرق الأخرى أيضًا في تنظيم تطور الأعضاء وضبط معدل التفاعلات الكيميائية في الجسم.
تغير الطفرات الجينية بنية البروتين وتؤثر في وظيفته، وبذلك يعجز عن النقل الفعال لهرمون تي 3 إلى داخل الخلايا العصبية. إن نقص تركيز هذا الهرمون المهم في بعض أجزاء الدماغ يعيق تطوره الطبيعي، ويسبب تخلفًا عقليًا واضطرابًا حركيًا.
يرتفع تركيز تي 3 الجائل في الدوران الدموي، ولا يُعرف إن كان هذا نتيجة فرط إزالة اليود أو نقص القبط في بعض أنواع الخلايا. قد تسبب زيادة الهرمون تأثيرًا سامًا على بعض الأعضاء وتساهم في ظهور علامات وأعراض المتلازمة.
وثقت دراسات عديدة امتلاك مزيج السيليمارين تأثيرات خطيرةً على ناقلات إم سي تي 8. يبدو أن جميع مركبات الفلافونوليغنان (مركبات فينولية عضوية) الموجودة في مزيج السيليمارين تحصر قبط الخلايا للهرمونات الدرقية عبر الحصر الانتقائي لناقل إم سي تي 8 الغشائي.
لاحظ مؤلفو دراسات عديدة أن السيليكريستين على وجه الخصوص، وهو أحد مركبات مزيج السيليمارين، قد يكون أقوى العوامل تأثيرًا وأكثر المثبطات الانتقائية فعاليةً على ناقل إم سي تي 8.
من المعتقد أن قبط السيليمارين يقود إلى إعاقة النظام الدرقي عن عمله، وهذا يمنعه من أداء دوره الرئيس في الأيض الخلوي عمومًا. من المعروف أن الهرمونات الدرقية وبروتين إم سي تي 8 مهمان خلال مرحلة التطور الجنيني والتطور الباكر، لذا يُعتقد أن التعرض للسيليمارين خلال الحمل على وجه الخصوص يحمل قدرًا من الخطورة، وقد يؤدي إلى الإصابة بمتلازمة آلان هيرندون دودلي.

## العلاج
في مايو 2013، منحت إدارة الغذاء والدواء في الولايات المتحدة حمض ثنائي يود الثيروبروبيونيك (دي آي تي بّي إيه) درجة الدواء اليتيم لعلاج عوز إم سي تي 8، وتلا ذلك استخدامه لدى الأطفال في أستراليا لأسباب إنسانية.
تقترح الاعتبارات النظرية أن مركب تيراتريكول (ثلاثي يود ثيروأسيتات، هرمون درقي طبيعي غير نموذجي) نافع في العلاج. في عام 2014، بينت إحدى الحالات أن العلاج بهذا المركب في الطفولة الباكرة أدت إلى تحسن كبير في الإدراك والقدرة الحركية، وكشفت أول تجربة سريرية على تيراتريكول أنه مركب آمن وفعال.